# Rue de la Maison-Blanche
La rue de la Maison-Blanche est une voie du 13e arrondissement de Paris située dans le quartier de la Maison-Blanche.

## Situation et accès
La rue de la Maison-Blanche est desservie par la ligne 7 à la station Tolbiac.

## Origine du nom
Cette rue doit son nom à l'ancien hameau de la Maison-Blanche,  nom qu'il devait à une auberge isolée, dont on dit qu'elle a appartenu au père de l'historien Victor Duruy, il s'agit probablement d'une confusion avec le commerce de Mouffetard mais cela montre l'importance de la notoriété de Charles Duruy, encore présente au milieu du XXe siècle.

## Historique
Ancienne « rue Neuve » située sur la commune de Gentilly, elle est incorporée au territoire de la ville de Paris en 1863, et prend son nom actuel par un arrêt préfectoral du 26 février 1867.

## Bâtiments remarquables et lieux de mémoire
- À l'angle avec l'avenue d'Italie s'élevait un ancien relais de poste du XVIIIe siècle démoli au début des années 1990[réf. nécessaire].